# Ginsburg-Landau-Theorie
Die Ginsburg-Landau-Theorie, auch GLAG-Theorie genannt (nach den Anfangsbuchstaben der Erfinder Witali Ginsburg,  Lew Landau, Alexei Abrikossow, Lew Gorkow), ist eine Theorie zur Beschreibung der Supraleitung. Ginsburg und Abrikossow erhielten dafür 2003 zusammen mit Leggett den Nobelpreis für Physik.
Im Gegensatz zur BCS-Theorie, die eine Erklärung auf mikroskopischer Basis anstrebt, untersucht sie die makroskopischen Eigenschaften von Supraleitern mit Hilfe von allgemeingültigen thermodynamischen Argumenten. Es handelt sich also um eine phänomenologische Theorie, die schon zum Zeitpunkt ihrer Aufstellung 1950 richtig war, nur dass ursprünglich anstelle der Ladung der Cooper-Paare von {\displaystyle -2e} der allgemeine Ladungsparameter {\displaystyle q} gewählt wurde. 1959 konnte die Ginsburg-Landau-Theorie durch Gorkow aus der BCS-Theorie hergeleitet werden, wobei man insbesondere die Identifikation {\displaystyle q\,\rightarrow \,-2e} erkannte.
Die Ginsburg-Landau-Theorie ist eine Eichtheorie. Die speziell für Supraleiter formulierte Theorie ist eng mit der Landau-Theorie von Phasenübergängen verwandt. Da sie nicht von einem homogenen Ordnungsparameter ausgeht, sondern Inhomogenität des Ordnungsparameters modelliert, kann sie als Verallgemeinerung der ursprünglich mit homogenem Ordnungsparameter formulierten Landau-Theorie verstanden werden. In dem Sinne, dass sie das grundlegende Konzept der Landau-Theorie, nämlich die Reihenentwicklung der freien Energie als Funktion des Ordnungsparameters, für das spezielle System der Supraleiter nutzt, kann sie auch als Spezialfall von Landaus allgemeinem Ansatz verstanden werden.

## Mathematische Formulierung
Aufbauend auf Landaus Theorie der Phasenübergänge zweiter Ordnung argumentierten Landau und Ginsburg, dass die freie Energie {\displaystyle F} eines Supraleiters nahe dem Phasenübergang durch einen komplexen Ordnungsparameter {\displaystyle \psi } ausgedrückt werden kann. Dieser beschreibt, inwieweit sich das System im supraleitenden Zustand befindet; {\displaystyle \psi =0} entspricht dem Normalzustand ohne Supraleitung.
Die freie Energie lautet dann:
{\displaystyle F=F_{n}+\alpha |\psi |^{2}+{\frac {\beta }{2}}|\psi |^{4}+{\frac {1}{2m^{*}}}\left|\left(-\mathrm {i} \hbar {\vec {\nabla }}+2e{\vec {A}}\right)\psi \right|^{2}+{\frac {|{\vec {B}}|^{2}}{2\mu _{0}}}},
mit
- {\displaystyle F_{n}}: die freie Energie im Normalzustand,
- {\displaystyle \alpha } und {\displaystyle \beta }: phänomenologische Parameter,
- {\displaystyle m^{*}}: effektive Masse (später mit der Masse von Cooperpaaren identifiziert)
- {\displaystyle {\vec {A}}}: das Vektorpotential und
- {\displaystyle {\vec {B}}}: die magnetische Induktion, die mit {\displaystyle {\vec {A}}} über die Beziehung {\displaystyle {\vec {B}}=\operatorname {rot} {\vec {A}}} zusammenhängt.

Dabei wurde im Term für die minimale Kopplung gleich die Identifizierung der Ladung mit der von Cooperpaaren ({\displaystyle -2e}) benutzt.
Die Minimierung der freien Energie hinsichtlich der Schwankungen des Ordnungsparameters und des Vektorpotentials führt auf die beiden Ginsburg-Landau-Gleichungen:
{\displaystyle \alpha \psi +\beta |\psi |^{2}\psi +{\frac {1}{2m^{*}}}\left(-\mathrm {i} \hbar {\vec {\nabla }}+2e{\vec {A}}\right)^{2}\psi =0} und
{\displaystyle {\vec {j}}=-{\frac {2e}{m^{*}}}\operatorname {Re} \left\{\psi ^{*}\left(-\mathrm {i} \hbar {\vec {\nabla }}+2e{\vec {A}}\right)\psi \right\}}.
Dabei bezeichnet {\displaystyle {\vec {j}}} die elektrische Stromdichte und {\displaystyle \operatorname {Re} } den Realteil.
In der mathematischen Behandlung des Ginsburg-Landau-Modells erzielten Fabrice Béthuel, Frédéric Hélein, Haïm Brezis und Sylvia Serfaty bedeutende Fortschritte. Sie zeigten u. a., dass der Vortex für große Werte des Ordnungsparameters durch die Werte einer renormierten Energie festgelegt ist.

## Interpretation eines Spezialfalls
Betrachtet man einen homogenen Supraleiter ohne äußeres Magnetfeld, dann vereinfacht sich die erste Ginsburg-Landau-Gleichung zu:
{\displaystyle \alpha \,\psi +\beta |\psi |^{2}\psi =0},
Die triviale Lösung {\displaystyle \psi \,=0} dieser Gleichung entspricht dem Normalzustand des Metalls (nicht-supraleitender Zustand), der bei Temperaturen oberhalb der Sprungtemperatur {\displaystyle T_{\text{c}}} vorliegt.
Unterhalb der Sprungtemperatur wird eine nicht-triviale Lösung {\displaystyle \psi \not =0} erwartet. Unter dieser Annahme kann obige Gleichung umgeformt werden in:
{\displaystyle |\psi |^{2}=-{\frac {\alpha }{\beta }}} .
Der Betrag der komplexen Zahl auf der linken Seite der Gleichung ist nichtnegativ, d. h. {\displaystyle \geq 0}, damit auch sein Quadrat und damit auch die rechte Seite der Gleichung. Für die nicht-triviale Lösung von {\displaystyle \psi } muss der Term auf der rechten Seite positiv sein, d. h. {\displaystyle >0}. Dies kann erreicht werden durch die Annahme folgender Temperaturabhängigkeit für {\displaystyle \alpha }:
{\displaystyle \alpha (T)\,=\alpha _{\text{0}}(T-T_{\text{c}})}, mit {\displaystyle {\frac {\alpha _{\text{0}}}{\beta }}>0} .
- Unterhalb der Sprungtemperatur ({\displaystyle T<T_{\text{c}}}) ist der Ausdruck {\displaystyle \alpha (T)/\beta } negativ, die rechte Seite der obigen Gleichung positiv und es gibt eine nicht-triviale Lösung für {\displaystyle \psi }. Außerdem gilt in diesem Fall:

{\displaystyle \,|\psi |^{2}=-{\frac {\alpha _{0}(T-T_{c})}{\beta }}} , d. h. {\displaystyle \psi } nähert sich Null, wenn die Temperatur {\displaystyle T} von unten gegen die Sprungtemperatur {\displaystyle T_{c}} strebt. Ein solches Verhalten ist typisch für einen Phasenübergang zweiter Ordnung.
- Oberhalb der Sprungtemperatur ({\displaystyle T>T_{\text{c}}}) ist der Ausdruck {\displaystyle \alpha (T)/\beta } positiv und die rechte Seite der obigen Gleichung negativ. In diesem Fall löst nur {\displaystyle \psi \,=0} die Ginsburg–Landau-Gleichung.

In der Ginsburg–Landau-Theorie wird angenommen, dass diejenigen Elektronen, die zur Supraleitung beitragen, zu einer Superflüssigkeit kondensiert sind. Danach beschreibt {\displaystyle \,|\psi |^{2}} gerade diesen Anteil an Elektronen.

## Beziehungen zu anderen Theorien

### Zur Schrödinger-Gleichung
Die erste Ginsburg–Landau-Gleichung weist interessante Ähnlichkeiten zur zeitunabhängigen Schrödingergleichung auf; man beachte aber, dass {\displaystyle \psi } hier nicht wie in der Quantenmechanik eine Wahrscheinlichkeitsamplitude ist, sondern die angegebene quasi-klassische Bedeutung hat ({\displaystyle |\psi |^{2}} ist die Dichte der Träger der Supraleitung, der Cooper-Paare). Mathematisch handelt es sich um eine zeitunabhängige Gross-Pitaevskii-Gleichung, welche eine nichtlineare Verallgemeinerung der Schrödingergleichung ist. Die erste Gleichung bestimmt also den Ordnungsparameter {\displaystyle \psi } als Funktion des angelegten Magnetfelds.

### Zur London-Gleichung
Die zweite Ginsburg–Landau-Gleichung gibt den Suprastrom an und entspricht der London-Gleichung.

### Zum Higgs-Mechanismus
Formal besteht eine große Ähnlichkeit zwischen der phänomenologischen Beschreibung der Supraleitung durch Ginsburg und Landau und dem Higgs-Kibble-Mechanismus in der Hochenergiephysik. Der Meißner-Ochsenfeld-Effekt der Supraleitung wird mit Hilfe einer endlichen Eindringtiefe {\displaystyle \lambda } der magnetischen Induktion beschrieben. Dies entspricht aber zugleich einem Masseterm bei den elektromagnetischen Eichfeldern {\displaystyle A^{\alpha }} der Hochenergiephysik, wenn man die übliche Übersetzung {\displaystyle \lambda =\hbar /(M\cdot c)} benutzt. Die Eindringtiefe wird dabei als Compton-Wellenlänge der Masse {\displaystyle M} interpretiert.

## Ableitungen aus der Theorie
Aus den Ginsburg-Landau-Gleichungen lassen sich viele interessante Ergebnisse ableiten. Das vermutlich bedeutendste ist die Existenz von zwei charakteristischen Längen in Supraleitern.

### Kohärenzlänge
Die erste ist die Kohärenzlänge ξ,
{\displaystyle \xi ={\sqrt {\frac {\hbar ^{2}}{2m^{*}|\alpha |}}}}.
die die Größe der thermodynamischen Fluktuationen in der supraleitenden Phase beschreibt.

### Eindringtiefe
Die zweite ist die Eindringtiefe {\displaystyle \lambda },
{\displaystyle \lambda ={\sqrt {\frac {m^{*}}{4\mu _{0}e^{2}\psi _{0}^{2}}}}}
wobei {\displaystyle \psi _{0}} den Ordnungsparameter im Gleichgewicht, ohne elektromagnetisches Feld, bezeichnet. Die Eindringtiefe gibt die Tiefe wieder, bis zu der ein externes Magnetfeld in den Supraleiter eindringen kann.
Bemerkung: hier wurden SI-Einheiten verwendet. In den in der Literatur häufig verwendeten cgs-Einheiten ergibt sich:
{\displaystyle \lambda ={\sqrt {\frac {m^{*}\cdot c^{2}}{4\pi e^{2}\psi _{0}^{2}}}}}

### Ginsburg-Landau-Parameter
Das Verhältnis {\displaystyle \kappa ={\frac {\lambda }{\xi }}} dieser beiden charakteristischen Längen wird als Ginsburg-Landau-Parameter bezeichnet. Abhängig von seiner Größe lassen sich Supraleiter in zwei Klassen mit unterschiedlichen physikalischen Eigenschaften einteilen (nach Abrikossow 1957):
- Typ I-Supraleiter sind solche mit {\displaystyle \kappa <1/{\sqrt {2}}=0,707\dots }.
- Typ II-Supraleiter sind solche mit {\displaystyle \kappa >1/{\sqrt {2}}=0,707\dots }. Sie behalten ihre supraleitenden Eigenschaften auch unter dem Einfluss starker Magnetfelder (für bestimmte Legierungen bis zu 25 Tesla).

Es handelt sich um einen Phasenübergang zweiter Ordnung.

### Flussschläuche
Ein weiteres wichtiges Ergebnis der Ginsburg-Landau-Theorie wurde 1957 von Alexei Alexejewitsch Abrikossow gefunden. In einen Typ II-Supraleiter in einem hohen Magnetfeld dringt das Feld in Form von Kanälen mit quantisiertem Fluss ein. Diese sogenannten Flussschläuche oder Flussfäden bilden ein – oft hexagonales – Abrikossow-Gitter.

### Fachartikel
- Vitaly L. Ginzburg: Nobel Lecture: On superconductivity and superfluidity (what I have and have not managed to do) as well as on the “physical minimum” at the beginning of the XXI century. In: Reviews of Modern Physics. Band 76, Nr. 3, 2. Dezember 2004, S. 981–998, doi:10.1103/RevModPhys.76.981 (englisch).
- ON THE THEORY OF PHASE TRANSITIONS. In: Collected Papers of L.D. Landau. Elsevier, 1965, ISBN 978-0-08-010586-4, S. 193–216, doi:10.1016/B978-0-08-010586-4.50034-1 (englisch).
- ON THE THEORY OF SUPERCONDUCTIVITY. In: Collected Papers of L.D. Landau. Elsevier, 1965, ISBN 978-0-08-010586-4, S. 217–225, doi:10.1016/B978-0-08-010586-4.50035-3 (englisch).
- L.P. Gor’kov: Microscopic Derivation of the Ginzburg-Landau Equations in the Theory of Superconductivity. In: Soviet Physics JETP. Band 9, Nr. 6, 1959, S. 1364 (englisch, ras.ru [PDF]).
- J. Bardeen, L. N. Cooper, J. R. Schrieffer: Theory of Superconductivity. In: Physical Review. Band 108, Nr. 5, 1. Dezember 1957, S. 1175–1204, doi:10.1103/PhysRev.108.1175 (englisch).

### Fachbücher
- Hagen Kleinert: GINZBURG-LANDAU THEORY OF SUPERCONDUCTIVITY. In: Gauge Fields in Condensed Matter. WORLD SCIENTIFIC, 1989, ISBN 978-9971-5-0210-2, S. 307–345, doi:10.1142/9789814415606_0010 (englisch, hagenkleinert.de [PDF]).